# Xã Miller, Quận Knox, Ohio
Xã Miller (tiếng Anh: Miller Township) là một xã thuộc quận Knox, tiểu bang Ohio, Hoa Kỳ. Năm 2010, dân số của xã này là 1.006 người.